# Spyro the Dragon
Spyro the Dragon é um jogo eletrônico de plataforma lançado pela Insomniac Games para PlayStation em setembro de 1998. Este jogo marca a estreia do personagem Spyro e o primeiro da série de jogos Spyro. Ele narra as aventuras de um pequeno dragão chamado Spyro e o seu amigo libélula Sparx.

## Jogabilidade
O jogador controla como personagem principal o dragão Spyro que deve percorrer através de fases interligadas por portais em cada reino. Spyro é capaz de cuspir fogo, dar chifradas e dar um impulso no ar além de ser acompanhado de uma pequena libélula brilhante chamado Sparx, que segue Spyro por onde ele vai ajudando-o a coletar os itens pelo caminho. Com seus poderes Spyro pode quebrar caixas, derrotar inúmeros inimigos e até mesmo atacar animais indefesos como cordeiros e galinhas para ganhar mais cristais para poder avançar nos reinos. A principal missão de Spyro é a de salvar seus amigos dragões descongelando-os apenas encostando neles recebendo dicas dos mesmos e permitindo o jogador salvar o jogo a partir do local de salvamento dos dragões com fadas. Spyro perde pontos de vida sempre que é encostado por um inimigo ou cai na água caindo tonto no chão. A medida que o jogador avança as fases vão se dificultando sendo possível acesso de cada reino por um balão.

## História
Ambientado num mundo mágico, o Mundo dos Dragões é o lar de cinco raças de dragões cada qual vivendo em harmonia em cada um dos cinco reinos (Artisans, Peace Keepers, Magic Crafters, Beast Makers e Dream Weavers). Spyro é um pequeno dragão do reino dos Artisans que tinha uma vida calma até a invasão do terrível ogro Gnasty Gnorc que transforma todas as jóias em gnorcs e congela todos os dragões em cristais, exceto Spyro que por seus tamanho passa por despercebido aos olhos de Gnasty Gnorc e consegue escapar passando a receber a missão de salvar seus amigos e recuperar todas as joias para poder derrotar Gnasty Gnorc e salvar o mundo dos dragões.